# Маслинасти планински хрчак
Маслинасти планински хрчак (лат. Aepeomys lugens, рус. Оливковый горный хомячок) је врста глодара из породице хрчкова (лат. Cricetidae). 

## Распрострањење
Ареал врсте је ограничен на једну државу. Венецуела је једино познато природно станиште врсте.

## Станиште
Станиште врсте су шуме. По висини је распрострањена од 2.000 до 3.000 метара надморске висине.

## Угроженост
Ова врста је наведена као последња брига, јер има широко распрострањење и честа је врста.